# Kopřivy (časopis)
Kopřivy byl český satirický a humoristický časopis.
Vycházel v letech 1909–1931. Jejich vydavatelem byla Českoslovanská sociálně demokratická strana dělnická. Vycházely jako příloha listu Právo lidu.

Přispívalo zde více autorů, mezi jinými například Jaroslav Hašek, Josef Stivín, Josef Süss, Karel Stroff (ilustrátor), Franc Tratnik (ilustrátor), Josef Tomáš Blažek (ilustrátor), František Xaver Naske (ilustrátor), Josef Lada (ilustrátor), Václav Hübschmann (ilustrátor), Stanislav Hudeček (ilustrátor), Karel Vavřina (ilustrátor) a další.

## Galerie

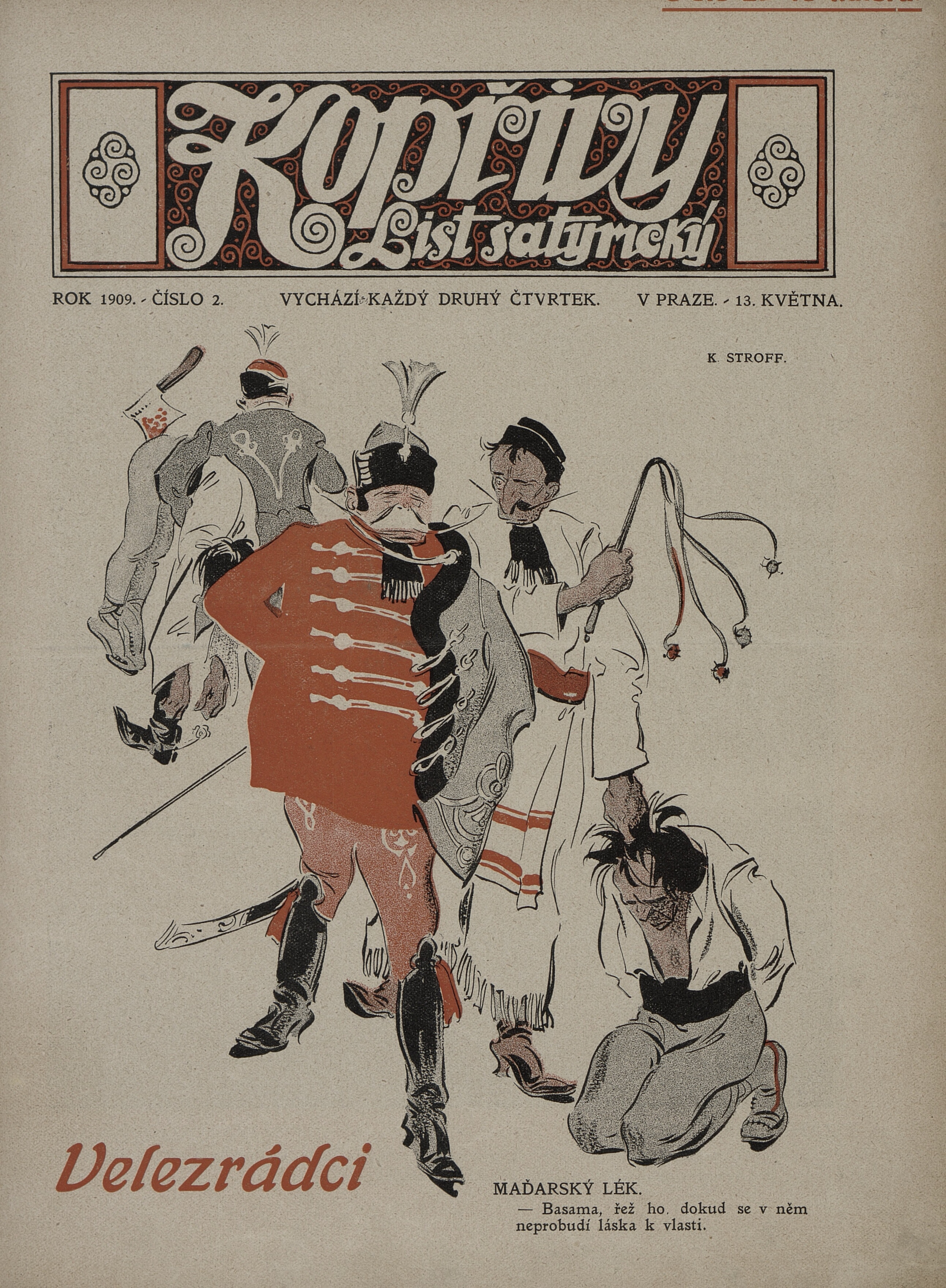
Obálka druhého čísla Kopřiv ze dne 13. 5. 1909
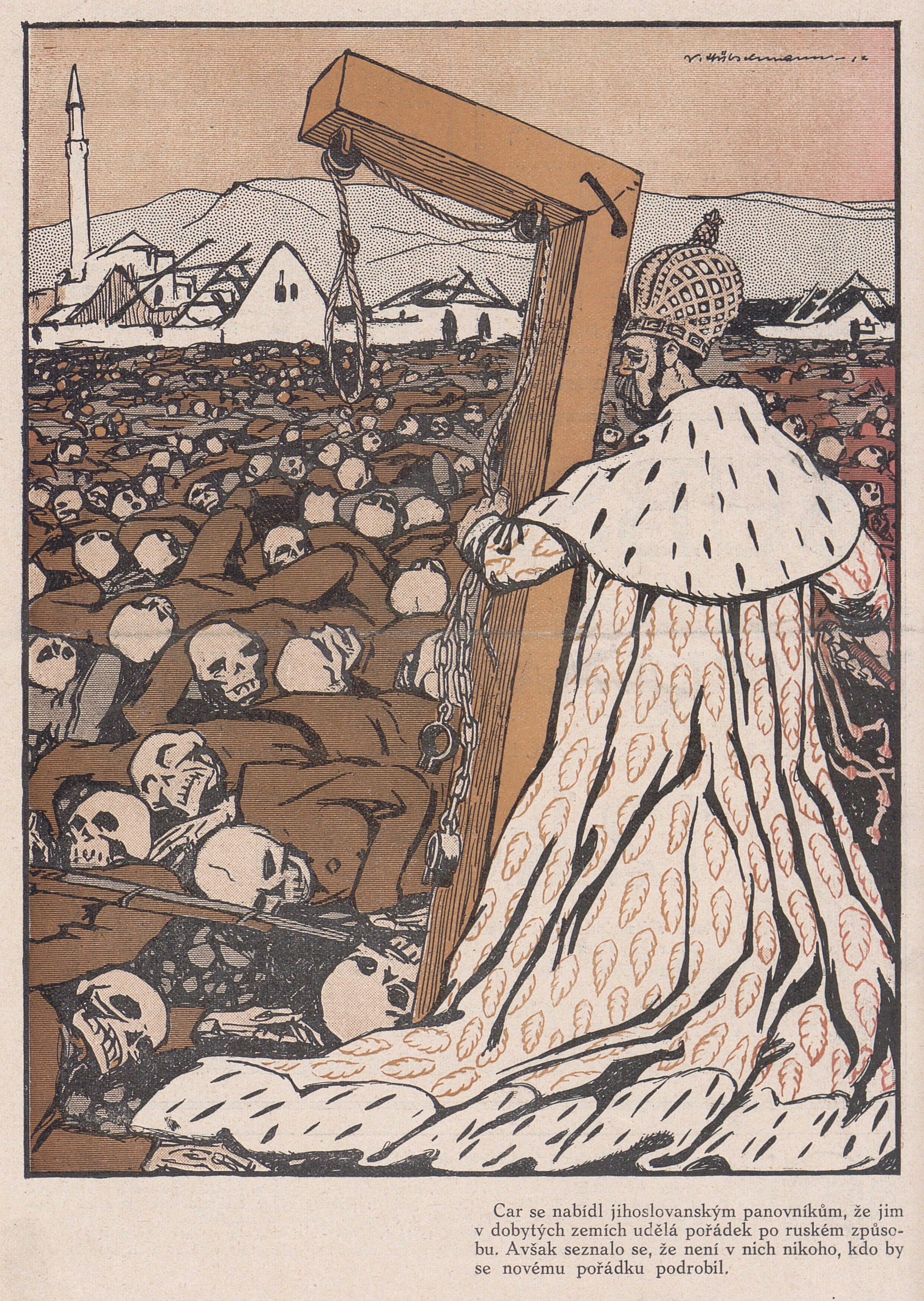
Ukázka tvorby Václava Hübschmanna (Kopřivy, 21. 11. 1909)
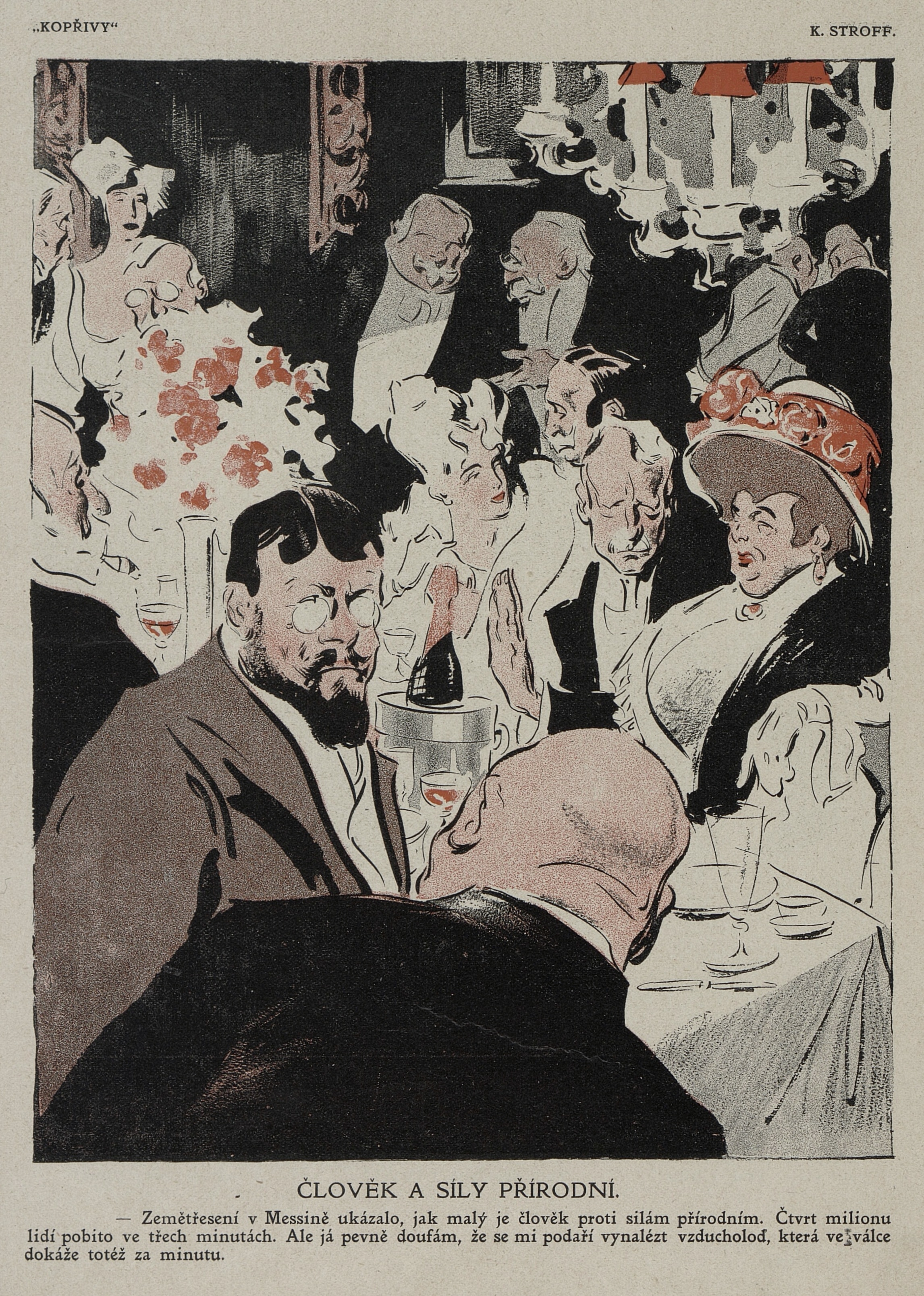
Ukázka tvorby Karla Stroffa (Kopřivy, 22. 7. 1909)
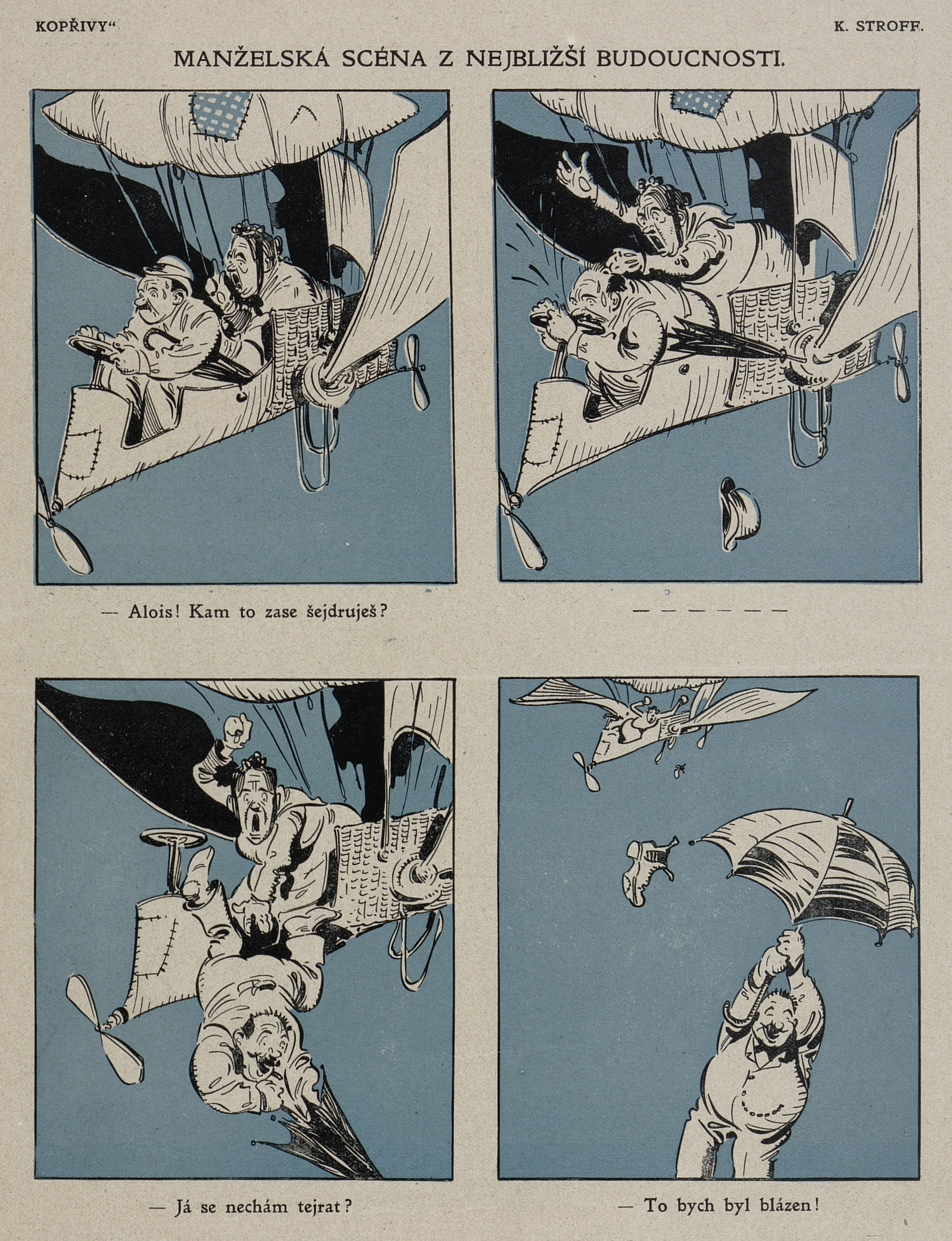
Ukázka tvorby Karla Stroffa (Kopřivy, 22. 7. 1909)